# ناثان تالبوت
ناثان تالبوت (بالإنجليزية: Nathan Talbott)‏ هو لاعب كرة قدم بريطاني في مركز الوسط، ولد في 21 أكتوبر 1984 في ولفرهامبتن في المملكة المتحدة. لعب مع وولفرهامبتون واندررز ويوفل تاون.

## وصلات خارجية
- ناثان تالبوت على موقع قاعدة بيانات كرة القدم.إي يو (الإنجليزية)
- ناثان تالبوت على موقع Soccerbase.com (لاعب) (الإنجليزية)